# Jeffersonville, Georgia
Jeffersonville är administrativ huvudort i Twiggs County i Georgia. Orten har fått namn efter USA:s tredje president Thomas Jefferson. Vid 2010 års folkräkning hade Jeffersonville 1 035 invånare.